# Atelopus epikeisthos
Espèce
Statut de conservation UICN

CRD : 
En danger critique
Atelopus epikeisthos est une espèce d'amphibiens de la famille des Bufonidae.

## Répartition
Cette espèce est endémique de la région d'Amazonas dans le Nord du Pérou. Elle se rencontre à 2 010 m d'altitude dans la cordillère Centrale.

## Publication originale
- Lötters, Schulte & Duellman, 2005 "2004" : A new and critically endangered species of Atelopus from the Andes of northern Peru (Anura: Bufonidae). Revista española de herpetología, vol. 18, p. 101–109 (texte intégral).